# Mati Fusi
Mati Fusi (* 16. Juni 1982 in Nauru) ist ein tuvaluischer Fußballspieler und -trainer. Er ist zurzeit Trainer der Fußballauswahl Tuvalus.

## Karriere
Fusi wurde 1982 auf Nauru geboren, ist aber kein Staatsbürger Naurus.

### Als Spieler
Von Juli 1999 bis Juni 2002 spielte er als Stürmer für Lautoka FC in der Republik Fidschi. Anschließend war er von Juli 2002 bis Dezember 2011 Stürmer beim FC Tofaga. 2007 bestritt er während der Südpazifikspiele vier Spiele für die tuvaluische Fußballauswahl, die Nationalmannschaft Tuvalus.

### Als Trainer
Anfang 2012 wurde er Trainer des FC Tofaga und beendete damit seine Karriere als Spieler. Unter seiner Trainerschaft gewann der Verein die Tuvaluspiele und den NBT Cup. Noch im gleichen Jahr wurde Fusi von Akeimo Paulson abgelöst.
Seit 2018 trainiert Mati Fusi die tuvaluische Fußballauswahl. In dieser Zeit nahm seine Mannschaft unter anderem an den Pazifikspielen 2019 und 2023 teil.